# Ivan Frgić
Ivan Frgić (Sombor, Yugoslavia, 18 de julio de 1953-31 de octubre de 2015) fue un deportista yugoslavo especialista en lucha grecorromana donde llegó a ser subcampeón olímpico en Montreal 1976.

## Carrera deportiva
En los Juegos Olímpicos de 1976 celebrados en Montreal ganó la medalla de plata en lucha grecorromana de pesos de hasta 57 kg, tras el luchador finlandés Pertti Ukkola (oro) y por delante del soviético Farhat Mustafin (bronce).